# Valentin Iuliano
Valentin Iuliano (n. 14 februarie 1954, Brașov) a fost deputat român în legislatura 1992-1996, ales în județul Brașov la minorități. Iuliano a fost membru al Comisiei pentru politica externă; membru al delegației Parlamentului României la Adunarea Parlamentară a Consiliului Europei și președintele Grupului parlamentar de prietenie cu Republica Portugheză.